# Luchthaven Plovdiv
Luchthaven Plovdiv (IATA: PDV, ICAO: LBPB) (Bulgaars: Летище Пловдив, Letishte Plovdiv) is het vliegveld van de tweede stad van Bulgarije, Plovdiv.
De luchthaven is gelegen op 12 km ten zuidoosten van het centrum van Plovdiv. De luchthaven wordt ook vaak Luchthaven Plovdiv Kroemovo genoemd naar het dorpje dat 12 km ten zuidoosten van Plovdiv ligt, net ten westen van de luchthaven.
Omdat de locatie van het vliegveld dicht bij de Bulgaarse skigebieden Bansko and Pamporovo ligt, is de luchthaven vooral actief tijdens het winterseizoen. Het voornaamste vliegverkeer is van charters naar en vanaf het Verenigd Koninkrijk, Ierland en Rusland. Het vliegveld speelt ook een belangrijke rol in noodsituaties en wordt soms gebruikt als alternatief voor Luchthaven Sofia, welke op ongeveer 150 km afstand ligt of 1,5 uur rijden over de Trakiya-autosnelweg.
Op 25 december 2009 startten de eerste vluchten naar Moskou.

## Terminal
De nieuwe terminal werd officieel in gebruik genomen op 1 juli 2009. Het nieuwe passagierterminalgebouw heeft 10 check-in desks en 6 gates. Het is ontworpen voor een maximale capaciteit van 500.000 reizigers per jaar.

## Krumovo Air Base
Aan de zuid-westzijde van de luchthaven ligt de 24e Helicopter Air Base van de Bulgaarse luchtmacht, met Eurocopter AS 532, Mil Mi-24, Mil Mi-17 en Bell 206 eenheden.

## Luchtvaartmuseum Plovdiv
Naast de luchthaven ligt het enige luchtvaartmuseum van Bulgarije. Het museum werd geopend in 1991 en heeft een rijke collectie van vliegtuigen, zowel moderne als uit de Koude Oorlog en het Derde Bulgaarse Koninkrijk.